# Daniel Bibby
Pas d'image ? Cliquez ici

a Compétitions nationales et continentales officielles uniquement.

b Matchs officiels uniquement.
Dan Bibby, né à Aspull, petit village situé dans le district métropolitain de Wigan le 6 février 1991, est un joueur de rugby à XV et de rugby à sept. Évoluant au poste de demi de mêlée en rugby à XV, il est international anglais et britannique de rugby à sept. Avec cette sélection, il remporte la médaille d'argent aux Jeux olympiques 2016 de Rio de Janeiro.